# París-Roubaix 1970
La 68.ª edición de la París-Roubaix tuvo lugar el 12 de abril de 1970 y fue ganada en solitario por el belga Eddy Merckx. Esta es su segunda victoria. La distancia entre Merckx y Roger De Vlaeminck (5min 21s) es la más grande entre el primer y el segundo clasificado en toda la historia de esta prueba.

## Clasificación final
| Posición | Ciclista            | Equipo               | Tiempo     |
| -------- | ------------------- | -------------------- | ---------- |
| 1        | Eddy Merckx         | Faemino-Faema        | 6h 23' 15" |
| 2        | Roger De Vlaeminck  | Flandria-Mars        | + 5' 21"   |
| 3        | Eric Leman          | Flandria-Mars        | + 5' 29"   |
| 4        | André Dierickx      | Flandria-Mars        | m. t.      |
| 5        | Walter Godefroot    | Salvarani            | + 7' 07"   |
| 6        | Frans Verbeeck      | Geens-Watney-Diamant | m. t.      |
| 7        | Jan Janssen         | Bic                  | m. t.      |
| 8        | Roger Rosiers       | Bic                  | m. t.      |
| 9        | Gerben Karstens     | Peugeot-Michelin-BP  | + 8' 05"   |
| 10       | Jean-Pierre Monseré | Flandria-Mars        | m. t.      |